# Giuseppina Negrelli
Gioseffa Franca Elisabetta Giovanna Negrelli, surnommée Giuseppina, née à Fiera di Primiero le 27 mai 1790 et morte à Mezzano le 18 décembre 1842, est une femme autrichienne connue pour sa participation présumée aux combats frontaliers lors de la guerre de la cinquième coalition. Elle est la sœur de Luigi Negrelli, concepteur du Canal de Suez.

## Biographie

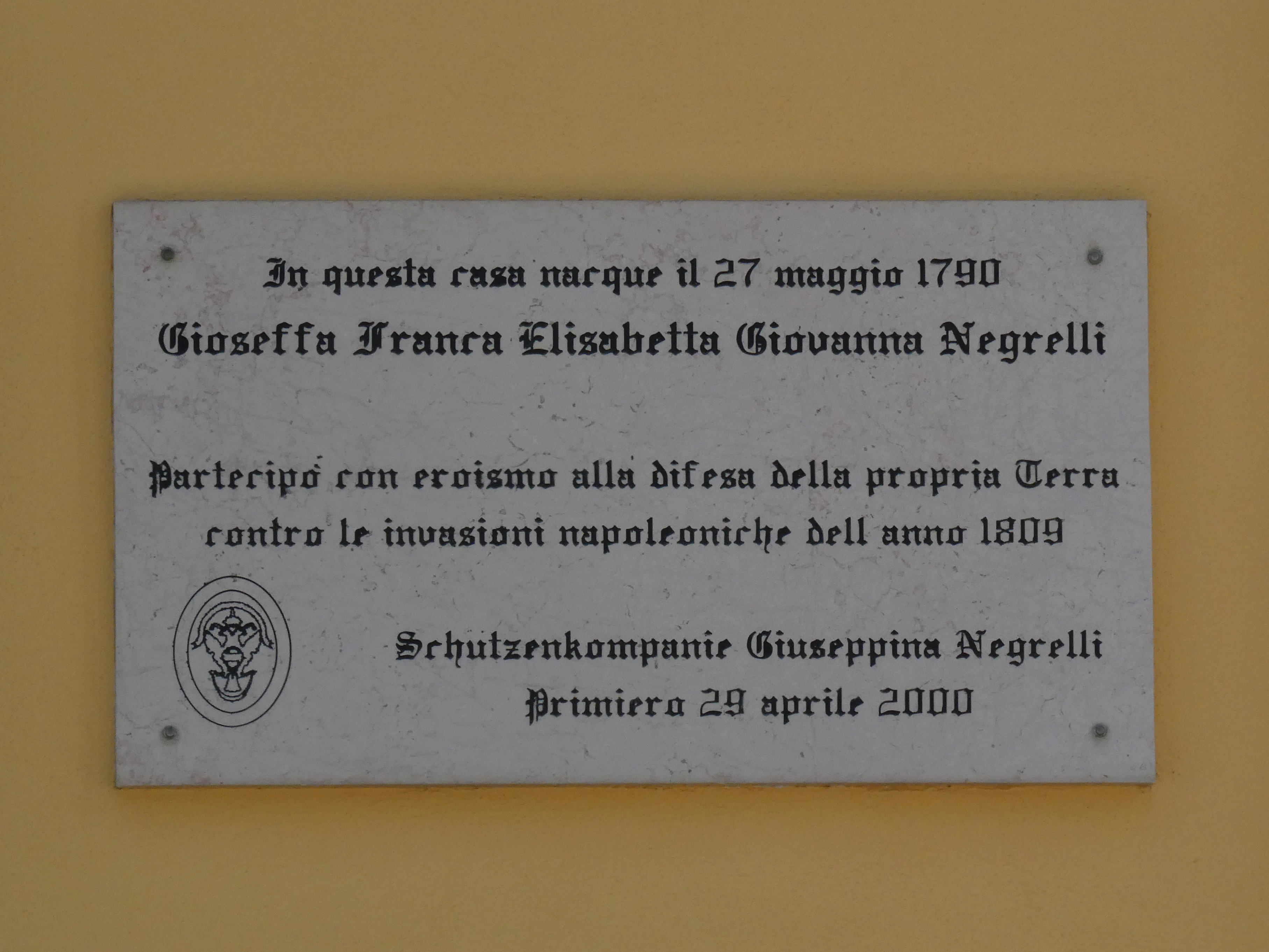
Plaque sur sa maison natale à Fiera di Primiero

Giuseppina Negrelli est née dans une grande et riche famille de marchands de bois originaire de Ligurie. Son père, Angelo Michele, est le premier de sa famille à porter le nom de Negrelli et devient bourgmestre de Fiera tandis que sa mère, Elisabetta Würtemperger, est originaire du sud-tyrol. Le couple a onze enfants et tous, ayant un père de langue maternelle italienne et une mère germanophone, baignent dans une double-culture, sont bilingues et sont appréciés des deux communautés linguistiques.
Giuseppina nait le 27 mai 1790 à Fiera di Primiero,, dans le Trentin, qui fait partie à l'époque du domaine des Habsbourg. Son frère Luigi, né en 1799, connaît une renommée internationale après avoir travaillé en Italie, en Autriche, en Suisse et dans d'autres pays européens en tant qu'ingénieur. Il est particulièrement connu pour son rôle dans la conception du canal de Suez.
La plupart des informations biographiques concernant Giuseppina proviennent des mémoires de son père Angelo Michele ou des écrits au sujet de son frère Luigi.

### Contexte historique
En 1805, le Tyrol est annexé au royaume de Bavière. Le 10 avril 1809, l'Empire autrichien nouvellement formé déclare la guerre au Premier Empire français et à ses alliés, déclenchant ainsi la guerre de la Cinquième Coalition. L'armée autrichienne envahit le territoire du Royaume de Bavière, dont la région de Primiero, où réside Giuseppina et sa famille.

### Rôle de Giuseppina d'après les mémoires de son père
À Primiero, les Autrichiens créent une « Commission de défense » dirigée par Angelo Michele Negrelli ; six compagnies de Tiroler Schützen sont également créées pour rejoindre l'armée régulière. Les compagnies sont placées sous les ordres des capitaines Francesco Bosio di Canale, Luigi Savoi di Soprapieve, Luigi Piazza di Imer, Francesco Zorzi di Mezzano, du comte Villabruna di Transacqua et du comte Giuseppe Welsberg di Fiera. Ce dernier, le parrain de Giuseppina, la pousse à embrasser activement la cause des Habsbourg. Dans ses mémoires, le père de Giuseppina décrit l'épisode en ces termes peu enthousiastes :

« Le comte Giuseppe Welspergh mit le feu à la tête de ma fille Giuseppina, l'incita, pleine de courage et d'enthousiasme, à porter l'habit militaire, et elle me fut amenée par ce même seigneur comte, son parrain, afin que je consente à la laisser rejoindre nos troupes à la frontière, là où se trouvaient les compagnies. Elle admirait beaucoup les Autrichiens, et elle avait une colère à l'encontre des Français qui l'aurait conduite à tout détruire si elle en avait eu le pouvoir. Ne pouvant refuser les demandes de son parrain le comte Giuseppe et les prières de ma fille, je la lui confia, à lui et aux capitaine Amato Altamer et Ferdinando Eccher, qui s'étaient également enrôlés dans cette compagnie de réserve, et qui partirent avec elle sur les différents points de la ligne de défense... »

En uniforme et les cheveux courts, Giuseppina fréquente la milice territoriale avec les Welspergh, à la frontière avec la Vénétie, d'où l'on craint une avancée des troupes napoléoniennes. Ces dernières, cependant, n'ont jamais sérieusement prévu d'avancer dans la vallée et se sont limitées à une reconnaissance timide de la zone. Dans l'une de ces compagnies, un capitaine français déguisé en civil est arrêté en tentant de franchir la frontière, où Giuseppina est présente. Selon son père, cet événement a contribué de manière significative à la diffusion de la nouvelle selon laquelle une jeune femme de Primiero dirigeait une compagnie de volontaires qui protégeait la frontière au niveau de la ville de Feltre,,.
En outre, Giuseppina participe à une action militaire dans la région de Feltre. Cette incursion est décidée à la suite d'une rumeur selon laquelle l'évêque de Feltre, que l'on croyait pro-français, se trouvait à Dussano, village facilement accessible depuis Primiero. Les miliciens de Primiero planifient son enlèvement. Negrelli affirme qu'après s'être assuré que l'évêque n'était pas à Dussano, il a autorisé cette action :

« En moi-même, j'ai ri de cette expédition, mais j'ai accepté de la considérer avec tous les égards, et j'ai donc envoyé les provisions nécessaires à sa réalisation. »

L'action « échoue lamentablement » et ne permet que le vol de quelques vêtements au presbytère de Dussano qui furent « restitués promptement » à leurs propriétaires légitimes.
D'autres rumeurs se répandent selon lesquelles des femmes de la région de Feltre seraient impliquées dans les actions menées par les insurgés dans les territoires vénitiens (Cadore, Feltrino et Agordino), où elles sont qualifiées de « brigands », en raison des pillages et des violences perpétrées ; l'une de ces rumeurs raconte notamment que Negrelli fut aperçue devant Feltre en compagnie d'autres « brigands », agitant un drapeau,,,,,.
Après la guerre, le reste de la vie de Negrelli s'écoule sans événements particuliers: en 1816, elle épouse Antonio Zorzi et donne naissance à trois enfants, Francesco, Michelangelo et Eugenia. Elle meurt à Mezzano le soir du 18 décembre 1842, peut-être des suites d'une phlébite. Elle est enterrée au cimetière de la ville deux jours plus tard.

### Reconstitution historique difficile
Certaines sources assurent avec certitude la participation de Giuseppina Negrelli et de son père à la révolte contre les Français menée par Andreas Hofer. Selon ces versions, le père fut fait prisonnier en 1809 et ne rentra chez lui qu'en 1814. La fille, en revanche, se serait réfugiée à Feltre,.

## Invention du mythe de l'héroïne trentino-tyrolienne

### Oubli
Après sa mort, Negrelli et ses prétendus exploits militaires ont été oubliés. Dans le Tyrol nationaliste de la fin des années 1800 - début des années 1900, une Italienne ne peut pas faire l'objet de célébrations patriotiques. La célébrer comme une héroïne des luttes anti-napoléoniennes en faveur des Habsbourg aurait été embarrassant et sans intérêt véritable dans la construction du mythe patriotique de la région . Par conséquent, le processus d'invention de la tradition qui se met en place avec d'autres protagonistes des guerres napoléoniennes, comme Andreas Hofer ou Katharina Lanz ne se reproduit pas pour Giuseppina.

### Redécouverte et instrumentalisation
Ce n'est que récemment, au cours des années 2000, que la figure de Giuseppina Negrelli est récupérée par les Schützen du Trentin au même titre que d'autres figures de « héros tyroliens »: si sa nationalité a longtemps pu gêner la fabrication du mythe tyrolien, ce n'est plus le cas aujourd'hui et sa redécouverte fait l'objet d'« une instrumentalisation visant à reconstruire l'identité tyrolienne du peuple du Trentin " »,. Giuseppina est donc « ... devenue malgré elle l'héroïne de la défense improbable des frontières de Primiero contre une tentative d'invasion française qui n'a jamais été vraiment considérée par les détachements napoléoniens opérant dans la région de Feltrino et Agordino. ».
L'entreprise Schützen à Primiero porte le nom de Negrelli et lui dédie en août 2011 une pierre commémorative à Pontet di Imer. Elle est également commémorée par la Fédération Trentino Schützen au cours d'une cérémonie organisée à l'occasion de l'anniversaire de sa mort,,,. Des récits ouvertement hagiographiques de sa vie sont fournis:

« Lors de la bataille de Feltre, Giuseppina rejoignit son père et la légende raconte que son héroïsme décida du sort de la bataille. Son courage aurait mérité qu'elle soit nommée "capitaine"... »

— Sito della Schützenkompanie Giuseppina Nigrelli (Fiera di Primiero)

## Hommages
Un chemin « SAT », à proximité du refuge Ottone Brentari, porte son nom.